# ديدي توريكو
ديدي توريكو كاماتشو (بالإسبانية: Didí Torrico Camacho) (مواليد 18 مايو 1988 في كوتشابامبا) لاعب كرة قدم بوليفي دولي يجيد اللعب في خط الوسط . يلعب حاليا لصالح نادي بوليفار البوليفي منذ 2010 .

## روابط خارجية
- ديدي توريكو على موقع الاتحاد الدولي (مؤرشف)  (الإنجليزية)
- ديدي توريكو على موقع إي إس بي إن إف سي (الإنجليزية)
- ديدي توريكو على موقع قاعدة بيانات كرة القدم.إي يو (الإنجليزية)
- ديدي توريكو على موقع ناشيونال فوتبول تيمز (الإنجليزية)
- ديدي توريكو على موقع Soccerway.com (الإنجليزية)
- ديدي توريكو على موقع كووورة
- ديدي توريكو على موقع AS.com (الإسبانية)